# آدم دان
آدم دان (بالإنجليزية: Adam Dunn)‏ (و. 1979  م) هو لاعب كرة قاعدة، ولاعب كرة قدم أمريكية، من الولايات المتحدة، ولد في هيوستن، تكساس، يلعب كDesignated hitter ‏.

## روابط خارجية
- آدم دان على موقع دوري كرة القاعدة الرئيسي (الإنجليزية)
- آدم دان على موقعبيزبول رفرنس.كوم (الدوري الرئيسي) (الإنجليزية)
- آدم دان على موقعبيزبول رفرنس.كوم (الدوري الثانوي) (الإنجليزية)
- آدم دان على موقع إي إس بي إن.كوم (أم.أل.بي) (الإنجليزية)
- آدم دان على موقع مشجعي الرسوم البيانية (الإنجليزية)